# Philonotis sphaerocarpa
Philonotis sphaerocarpa là một loài rêu trong họ Bartramiaceae. Loài này được Hedw. Brid. mô tả khoa học đầu tiên năm 1827.